# 바이오로보틱스
바이오로보틱스(Biorobotics) 또는 바이오로봇공학은 의공학, 사이버네틱스, 로봇공학 분야를 결합하여 생물학과 기계 시스템을 통합하여 보다 효율적인 의사소통을 개발하고 유전 정보를 변경하며 생물학적 시스템을 모방하는 기계를 만드는 새로운 기술을 개발하는 학제간 학문이다.

## 사이버네틱스
사이버네틱스는 생물학, 수학, 컴퓨터 과학, 공학 등과 같은 다양한 학문 분야에 적용되고 결합될 수 있는 살아있는 유기체와 기계의 통신 및 시스템에 중점을 둔다.
이 분야는 생물학적 신체와 기계 시스템 간의 결합된 연구 분야로 인해 바이오로봇공학 분야에 속한다. 이 두 시스템을 연구하면 각 시스템의 기능과 프로세스는 물론 시스템 간의 상호 작용에 대한 고급 분석이 가능해진다.

## 같이 보기
- 안드로이드 (로봇)
- 바이오메카트로닉스
- 생체모방
- 사이보그
- 사일런 (배틀스타 갈락티카)
- 나노봇
- 나노의학
- 리플리컨트